# Gaetano Bedini

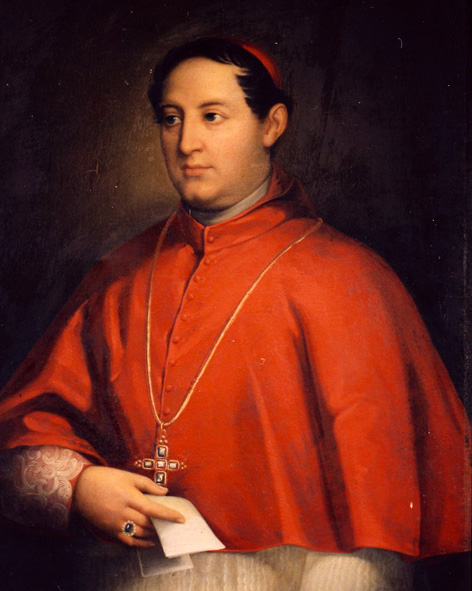
Kardinal Bedini

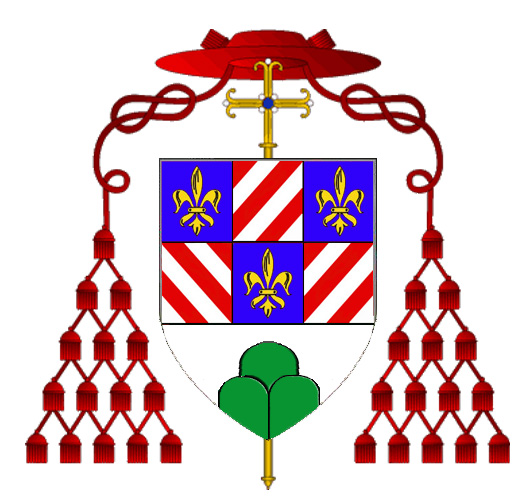
Wappen des Kardinals Bedini

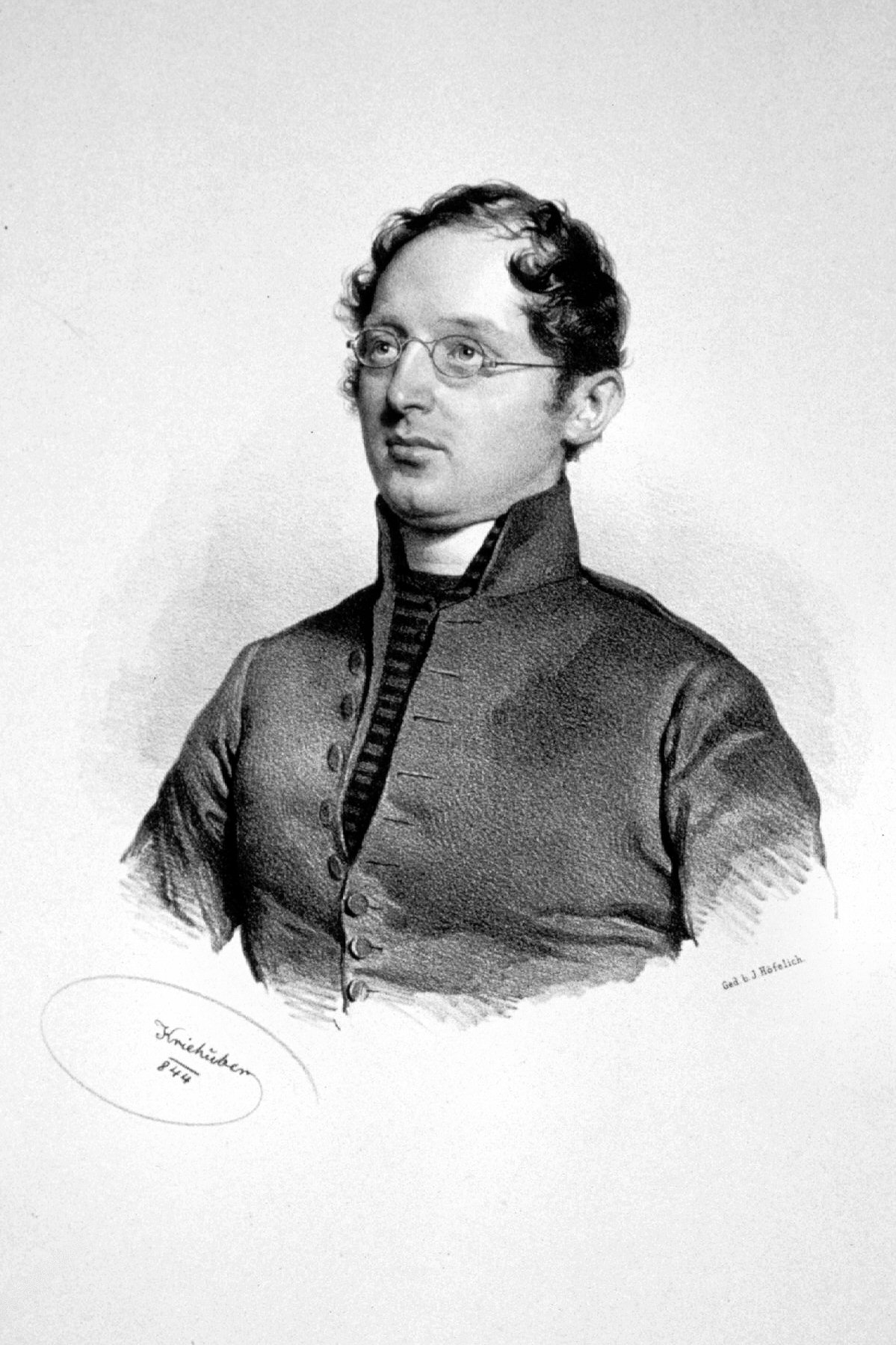
Gaetano Bedini Lithographie von Josef Kriehuber, 1844

Gaetano Bedini (* 15. Mai 1806 in Senigallia; † 6. September 1864 in Viterbo) war ein italienischer Kardinal und Diplomat des Heiligen Stuhles.

## Leben
Bedini wurde als Spross der bekannten aus Ostra stammenden Familie Bedini geboren. Seine Eltern waren Alessandro Pellegrino Bedini und Marianna Spadoni.

### Frühe Jahre
Als jüngster von sieben Söhnen wurde Bedini für eine kirchliche Laufbahn bestimmt. Sein Vater meldete den Jungen im Priesterseminar von Senigallia an, wo Bedini am 20. Dezember 1828 die Priesterweihe empfing. In den folgenden Jahren war er Kanoniker an der Kathedrale von Senigallia. Dank einflussreicher Freunde, unter denen sich auch der gleichfalls aus Senigallia stammende Giovanni Maria Mastai Ferretti, der spätere Papst Pius IX., befand, wurde er 1838 in den diplomatischen Dienst der Kurie berufen. Hier wurde er zunächst als Sekretär von Lodovico Altieri, dem Nuntius in Österreich tätig. 1845 wurde Altieri, der zwischenzeitlich einige Erfahrungen in der Diplomatie gesammelt hatte, nach Rom beordert. Dort wurde er am 21. April 1845 von Papst Gregor XVI. zum Kardinal ernannt und mit dem Amt des Apostolischen Protonotars betraut.

### Die Apostolische Nuntiatur in Brasilien
Seine erste selbstständige Mission führte Bedini von Oktober 1845 bis August 1847 nach Brasilien, wohin er als Internuntius entsandt wurde. Dort arbeitete er vornehmlich auf eine Verbesserung der Lebensbedingungen der deutschen Einwanderer hin. Bei dieser Gelegenheit versuchte er, auch Protestanten für die katholische Kirche zu gewinnen.

### Kontakt mit Garibaldi
Zu gleicher Zeit wie Bedini hielt sich auch Giuseppe Garibaldi in Südamerika auf. Hieraus ergaben sich Kontakte, die in einem Brief Garibaldis an Bedini gipfelten, in dem Garibaldi bat, dem Papst mitzuteilen, dass sein Schwert und seine Italienische Legion jederzeit für das geliebte Heimatland und die Kirche zur Verfügung stünden, wie es die unsterbliche und ewig neue gemeinsame Religion einfordere. Er sei sich jedoch darüber im Klaren, dass der Thron Petri auf Fundamenten stehe, die nicht von Menschenhand erschüttert werden könnten. Bedini nahm den Brief dankend entgegen, doch wurde Garibaldis Offerte in Rom nicht angenommen.

### Die Römische Republik
Als Bedini 1848 nach Rom zurückkehrte, wurde er Assistent des Kardinals Giacomo Antonelli, der zu dieser Zeit die Stellung eines Außenministers des Kirchenstaats innehatte. Von März bis November 1848 folgte Bedini dem Papst im Gefolge der Revolution von 1848 ins Exil nach Gaeta. In dieser Zeit vermochte Garibaldi, den Widerwillen der Römer gegen Napoléon III., dessen Truppen dem Papst zu Hilfe kamen, auszunutzen und unterstützte das Triumvirat aus Giuseppe Mazzini, Aurelio Saffi und Carlo Armellini, welches der kurzlebigen römischen Republik vorstand.

### Gesandter in Bologna und der Tod von Ugo Bassi
In der Folge der Rückkehr des Papstes nach Rom war Bedini von 1849 bis 1852 wieder als päpstlicher Diplomat tätig. In dieser Zeit wurde er als Legat und Botschafter nach Bologna entsandt. Gerade zu Beginn seiner Arbeit in Bologna wurde der von den Österreichern bei Comacchio gefangen genommene italienische Patriot Ugo Bassi in die Stadt gebracht und dort schließlich am 8. August 1849 erschossen. Viele Anhänger der italienischen Patrioten warfen Baldini vor, dass er nichts unternommen habe, um Bassi zu retten. Dabei ließen sie wohl außer Acht, dass Bedini ohnehin nur äußerst wenig Einfluss auf die Entscheidungen der Österreicher hätte ausüben können.

### Apostolische Nuntiatur in den USA

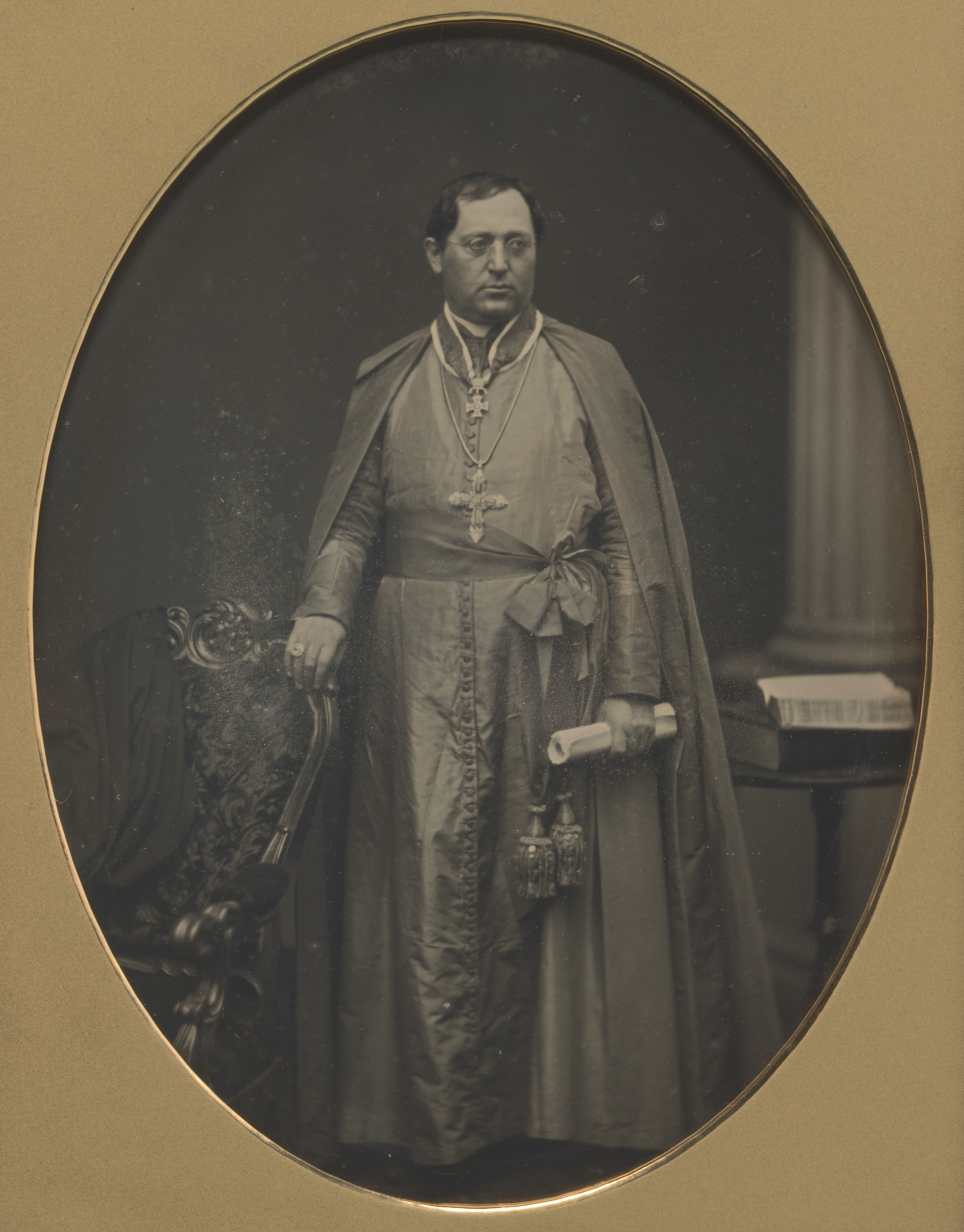
Erzbischof Bedini in den USA, Daguerreotypie aus dem Jahr 1853 (National Portrait Gallery, Smithsonian Institution, USA)

Am 15. März 1852 wurde Bedini zum Titularerzbischof von Thebae ernannt. Drei Tage später erhielt er von Kardinal Luigi Lambruschini den Auftrag, sich als päpstlicher Nuntius nach Brasilien zu begeben. Die Bischofsweihe spendete ihm Lodovico Altieri am 4. Juli desselben Jahres; Mitkonsekratoren waren der Erzbischof von Cagliari, Emanuele Marongiu Nurra, und der Erzbischof von Freising, Karl August von Reisach. Die Einreise nach Brasilien blieb Bedini wegen einer dort gerade wütenden Pestepidemie verwehrt, so dass er sich stattdessen in die Vereinigten Staaten begab und so der erste päpstliche Nuntius in den USA wurde. Während seines gesamten Aufenthaltes in den USA wurde Bedini von italienischen Patrioten unter der Führung des ehemaligen Priesters Alessandro Gavazzi wegen seiner angeblichen Beteiligung an der Hinrichtung Bassis verfolgt. Es wurden sogar gegen Bedini gerichtete Proteste auf öffentlichen Plätzen organisiert. Nach einem gewalttätigen Protestakt in Cincinnati verhaftete man indes die Rädelsführer und wies sie aus den USA aus. Die restliche Zeit in den USA konnte Bedini in relativer Ruhe verbringen.

### Kardinal und Bischof von Viterbo
1856 wurde er bei seiner Rückkehr nach Italien zum Generalsekretär der Kongregation für die Verbreitung des Glaubens (Propaganda Fide) und im März 1861 zum Bischof von Viterbo und Toscanella ernannt. Bei seinem Einzug in Viterbo am 8. Mai 1861 wurde er von der Bevölkerung und vom Klerus herzlich begrüßt und durch die festlich illuminierten Straßen der Stadt zur Kathedrale geleitet. Papst Pius IX. erhob Bedini zudem im Konsistorium vom 27. September 1861 zum Kardinal und ernannte ihn drei Tage später zum Kardinalpriester der Titelkirche Santa Maria sopra Minerva.

### Das Ende
Bedini verstarb plötzlich und unerwartet am Morgen des 6. September 1864 im Alter von 59 Jahren, als er vermutlich einen Schlaganfall erlitt. In der Stadt Viterbo herrschte ob der Todesnachricht große Trauer. Obwohl sich viele Gäste in der Stadt befanden, die an einem Fest zu Ehren der Heiligen Rosa teilnehmen wollten, wurde dieses Fest abgesagt. Bedini wurde in der Kathedrale von Viterbo in einem Marmorgrabmal in der Nähe der heiligen Rosa und seines Vorgängers bestattet.

## Schriften
- Agli alunni del Pontificio Collegio Urbano in propaganda: parole dette da Monsig. Gaetano Bedini nella solenne messa pontificale per l'Epifania del 1861. Rom 1861.
- 14 aprile 1850. Stato della Chiesa, Governo Pontificio. Noi Gaetano Bedini, Patrizio Sinigalliese. .. Commissario Pontificio Straordinario di S.S. Papa Pio IX e Pro-Legato di Bologna. Popoli delle Legazioni.. .. Oggi ci è dato di potervi annunziare che l'immortale Pio IX già trovasi nella sua Roma e con Esso splende di nuovo nel Vaticano la duplice Maestà del Pontefice e del Sovrano… Tipografia Governativa alla Volpe, Bologna, Mm 781x530.